# Rory Kockott
Rory Michael Kockott (East London, 25 giugno 1986) è un rugbista a 15 sudafricano, internazionale per la Francia, che milita nel ruolo di mediano di mischia nel Castres Olympique, con cui si è laureato campione di Francia nel 2013 e nel 2018.

## Biografia
Proveniente da East London, Kockott debuttò in Super Rugby nel 2007 con gli Sharks, e in tale franchise militò fino a tutto il 2010; fu ai Lions per il Super Rugby 2011 e, a luglio di tale anno, fu ingaggiato in Francia al Castres inizialmente come rimpiazzo per far fronte alle assenze per infortunio.
L'ingaggio divenne definitivo e, con il suo nuovo club, si aggiudicò il titolo francese 2012-13 alla sua seconda stagione; a tale data Kockott aveva già firmato un precontratto con il Tolone, ma il Castres offrì un rinnovo di contratto biennale con un adeguamento dell'ingaggio di circa 400 000 euro complessivi che spinsero il giocatore a rimanere.
A luglio 2014, Kockott divenne idoneo a rappresentare la Francia avendo terminato la sua terza stagione consecutiva in tale Paese; essendosi dichiarato disponibile a giocare anche per il Sudafrica, ma non avendo mai ricevuto alcuna chiamata dal C.T. degli Springbok Heyneke Meyer, Kockott si rese disponibile per Philippe Saint-André che lo fece esordire in Nazionale francese nel novembre di tale anno contro Figi a Marsiglia.

## Palmarès
- Campionati francesi: 2
Castres: 2012-13, 2017-18